# Gottfried von Dalwigk zu Lichtenfels
Gottfried Freiherr von Dalwigk zu Lichtenfels (* 4. Juli 1868 in Dalwigksthal; † 23. Mai 1936 in Berlin) war ein deutscher Seeoffizier, zuletzt Vizeadmiral der Reichsmarine.

## Leben
Gottfried von Dalwigk trat im April 1884 der Kaiserlichen Marine bei.
Von Oktober 1900 bis September 1901 war er, ab 26. Juli 1897 Kapitänleutnant, Kommandant des Stationsschiffes Loreley.
1908 war er als Fregattenkapitän Chef des Stabes des Ostasiengeschwaders. Im September 1908 übernahm er bis November 1908 das Kommando über den Kleinen Kreuzer Niobe.
Vom 22. Juli 1909 bis 15. September 1909 war er als Kapitän zur See (Beförderung 12. Juli 1909) Kommandant des Küstenpanzerschiffes Beowulf.
Von August 1910 bis September 1910 war er Kommandant des Linienschiffs Brandenburg. Vom 31. Juli 1911 bis 15. September 1911 war er als Kommandant für die Wiederaktivierung des Linienschiffes Kaiser Barbarossa verantwortlich. Anschließend war er bis September 1913 Kommandant des Großlinienschiffs Helgoland. Von Oktober 1913 bis Juli 1914 war er in die Allgemeine Marineabteilung des Reichsmarineamts nach Berlin kommandiert und wurde dort später Chef der Abteilung für militärische Schiffskonstruktion.
Nach der Mobilmachung im August 1914 wurde Dalwigk kurzzeitig Kommandant des Linienschiffs Braunschweig. Im November 1914 übernahm er das neu in Dienst gestellte Großlinienschiff Kronprinz und blieb bis August 1915 dessen Kommandant.
Als Nachfolger von Vizeadmiral Franz Mauve war Dalwigk von November 1915 bis 30. November 1916 2. Admiral des II. Geschwaders der Hochseeflotte. Zum 16. November 1915 wurde er in dieser Position zum Konteradmiral befördert und nahm an der Skagerrakschlacht teil. Anschließend wurde die Stellung nicht mehr besetzt und er wurde bis Mai 1917 2. Admiral des IV. Geschwaders der Hochseeflotte, zusätzlich auch für kurze Zeit Geschwaderchef. Vom 28. Mai 1917 bis 5. Dezember des gleichen Jahres war er 2. Admiral des I. Geschwaders der Hochseeflotte. Kurzzeitig wurde er als Geschwaderchef aktiv.
Ab Oktober 1918 war er Chef der Waffenstillstandskommission in Riga.
Später war er bis Kriegsende Direktor des Konstruktionsdepartements im Reichsmarineamt in Berlin. Am 30. September 1919 wurde er mit dem Charakter als Vizeadmiral aus der Marine verabschiedet und erhielt am 21. April 1920 das Patent als Vizeadmiral mit dem Dienstalter vom 30. September 1919.
Von Dezember 1926 bis April 1933 war er für Berlin Vertreter des Abgeordneten Erich Granaß und damit Mitglied des Preußischen Staatsrats.
Gottfried von Dalwigk heiratete 1902 in Kiel Augusta Margareta Rosa Josephine Maria von Hahn (1881–1972).